# آفرین کارت درسته
آفرین کارت درسته (به کره‌ای: 굿잡؛ انگلیسی: Good Job‏) یک مجموعه تلویزیونی محصول کره جنوبی سال ۲۰۲۲ با بازی جونگ ایل وو و یوری است. این مجموعه از ۲۴ اوت تا ۲۹ سپتامبر ۲۰۲۲، روزهای چهارشنبه و پنجشنبه ساعت ۲۱:۰۰ (کی‌اس‌تی) از ئی‌ان‌ای پخش شد.

## بازیگران

### اصلی
- جونگ ایل وو در نقش اون سون وو[۹]
- یوری در نقش دون سه را[۹]

### مکمل
- اوم مون سوک در نقش یانگ جین مو[۱۰]
- سونگ سانگ اون در نقش سا نا هی[۱۰]
- جو یونگ جین در نقش کانگ وان سو[۱۰]
- یون سون وو در نقش کانگ ته جون[۱۱]
- لی جون هیوک در نقش رئیس هونگ[۱۰]
- هونگ وو جین در نقش کیم جه ها[۱۰]
- چا ره هیونگ در نقش هان کوانگ گی[۱۰]
- شین یون وو در نقش لی دونگ هی[۱۰]

### حضور ویژه
- کیم جونگ هوا در نقش مادر سون وو[۱۲]